# 非细胞生物
非细胞生物（英語：Non-cellular life）是没有细胞结构存在的生命；其首要候选者是病毒，但目前对于病毒是否为一种生物，学界仍有争议。部分學者也用此术语來指合胞体生物，因为它们含有多个细胞核，核之间没有细胞膜。
非細胞實體（英語：Non-cellular entity）此术语为更客观严谨的用词，主因是对于病毒或其他实体是否为“生物”、“生命体”，或具有“生命”，科学界仍无共识。非細胞實體不需攝食排泄，也不會生長，只有在遇到寄主時才有繁殖能力。它們由蛋白質外殼包圍其中的遺傳物質所組成。
一些假设的人工生命，以及能够自我复制的晶体，通常不被认为是生命。

## 拟菌病毒
病毒的自组装影响着生命起源的研究，因为它更倾向于这样的假设，生命可能开始于能够自我组装的有机分子。
2003年发现的庞大而复杂的拟菌病毒（Mimivirus）可以合成蛋白质，使生命是否一定要有细胞结构的问题又突顯出来了。这一发现表明，一些病毒可能已经从早期依赖于宿主细胞发展为可独立产生蛋白质的阶段。这表明生物中可能存在一个病毒域。但这还是不确定的，小病毒可能起源于复杂病毒基因组的缩小。病毒域的生命可能只是某些大的病毒，如核质巨DNA病毒（NCLDVs, nucleocytoplasmic large DNA viruses）。2012年的有关研究表明，通过研究病毒的蛋白质折叠结构，巨型病毒如拟菌病毒是一个独立的域的生物，区别于传统三域系統分类的真核生物域，细菌域及古菌域。这项研究的结论是巨型病毒是已经进化到更复杂的生物进行他们的高度专业化的寄生形式，同其他生物域一样有着一个古老的起源。

## 亚病毒
亚病毒（Subviral Agents）包括衛星病毒（Satellites，或稱擬病毒 Virusoids）、類病毒（Viroids）、朊病毒（Prions）等没有完整的复制机制的同病毒类似的感染性生物因子。

## 参看
- 假定型生物化学
- 朊毒体